# Хронологија ФНРЈ и КПЈ јул 1948.
Хронолошки преглед важнијих догађаја везаних за друштвено-политичка дешавања у Федеративној Народној Републици Југославији (ФНРЈ) и деловање Комунистичке партије Југославије (КПЈ), као и општа политичка, друштвена, спортска и културна дешавања која су се догодила у току јула месеца 1948. године.
| ← јун · Хронологија ФНРЈ и КПЈ током 1948. године · август → |

### 1. јул
- Централни комитет КП Македоније донео Резолуцију којом се у потпуности слаже са образложењем и ставовима  ЦК КПЈ, изнетим у писму од 20. јуна, којим је одлучно одбијена Резолуција Информбироа о стању у КПЈ.[1]

### 2. јул
- У Загребу одржана седница Председништва Народног фронта Хрватске на којој је анализирана политичка ситуација настала Резолуцијом Информбироа и дата пуна подршка Централном комитету КПЈ.[1]
- Љубљани одржан Пленум Централног комитета КП Словеније на којој је усвојена Резолуција којом су одбачене оптужбе Информбироа и изражено поверење ЦК КПЈ.[1]
- У Народној Републици Србији отпочео упис Народног зајма за извршење Петогодишњег плана, а међу првима који су уписали зајам били су градитељи Новог Београда.[1]

### 4. јул
- У Љубљани одржан Први земаљски конгрес Савеза бораца НОР Словеније, на коме је за председника Савеза бораца изабран Иван Мачек. О актуелној политичкој ситуацији и будућим задацима Савеза бораца на Конгресу је говорио Виктор Авбељ.[2]

### 6. јул
- Влада ФНРЈ позвала све југословенске грађане који се налазе у Совјетском Савезу да се врате у Југославију.[2][3]
- У Лондону, у Уједињеном Краљевству, од 6. јула до 16. августа одржане XIV летње олимпијске игре. Представници ФНР Југославије — 96 учесника који су се надметали у 7 спортских дисциплина — постигли су 24 место, освојивши две сребрне медаље — атлетика (Иван Губијан) и фудбал (Фудбалска репрезентација у саставу: Фрањо Шоштарић, Мирослав Брозовић, Бранко Станковић, Златко Чајковски, Александар Атанацковић, Првослав Михајловић, Рајко Митић, Фрањо Вефл, Стјепан Бобек, Жељко Чајковски, Љубомир Ловрић, Звонимир Цимерманчић, Бернард Вукас, Иван Јазбиншек, Ратко Кацијан, Фране Матошић, Бела Палфи, Миодраг Јовановић, Коста Томашевић,  Јосип Такач, Божо Брокета и Александар Петровић).

### 21. јул
- У Београду, од 21. до 28. јула, одржан Пети конгрес КПЈ, коме је присуствовало 2.344 делегата. Главна тема Конгреса била је Резолуција Информбироа, а реферате су поднели — Јосип Броз Тито, Александар Ранковић, Милован Ђилас, Едвард Кардељ, Борис Кидрич, Моша Пијаде и Благоје Нешковић. Конгрес је дао подршку ЦК КПЈ у „одбрани независности“ Југославије, а усвојена је и Резолуција о односу КПЈ према Информбироу. На крају Конгреса изабран је нови Централни комитет од 63 члана и Централна ревизиона комисија од 17 чланова. Сутрадан је одржана прва пленарна седница Централног комитета на којој је изабран Политбиро од 8 чланова, који је потом за генералног секретара поново изабрао Јосип Броз Тито.[4][3][5][6]

### 30. јул
- У Београду, од 30. јула до 18. августа, одржана Међународна дунавска конференција на којој се расправљало о режиму пловидбе Дунавом. Конференцији су присуствовале делегације Совјетског Савеза, Сједињених Америчких Држава, Уједињеног Краљевства, Француске, Чехословачке, Бугарске, Румуније, Мађарске, Аустрије и Југославије. Током Конференције је усвојен предлог југословенске делегације да се образује Генерални комитет конференције, који је отпочео са радом 9. августа. На Пленарној седници Конференције, одржаној 18. августа, прихваћен је извештај Верификационе комисије и извештај Редакционе комисије, након чега је потписна нова Конференција о пловидби Дунавом.[7]